# Abram Il'ič Jampol'skij
Abram Il'ič Jampol'skij (in russo Абрам Ильич Ямпольский?, in ucraino Абрам Ілліч Ямпольський?, Abram Illič Jampol's'kyj; Ekaterinoslav, 11 ottobre 1890 – Mosca, 17 agosto 1956) è stato un violinista sovietico.

## Biografia
Ha studiato violino con Sergej Korguev (allievo di Lipót Auer) al Conservatorio di San Pietroburgo, diplomandosi nel 1913, e composizione con Nikolaj Sokolov, Jāzeps Vītols e Maksimilian Štejnberg. Si è trasferito a Mosca nel 1920, dove è divenuto spalla dell'orchestra del Teatro Bol'šoj e poi è entrato al Conservatorio di Mosca, presso il quale è divenuto insegnante nel 1926 e direttore del dipartimento di violino dieci anni dopo. Ha insegnato anche presso l'Accademia di Musica Russa Gnesin e dal 1922 al 1936 è stato membro dell'orchestra Persimfans.
Ha ricevuto il titolo di Artista benemerito della RSFSR nel 1937 e di dottore delle arti nel 1940.

## Didattica
Grande insegnante, Jampol'skij è stato uno dei padri della moderna scuola violinistica russa, e la sua didattica si sviluppava lungo tutto il percorso formativo, dai primi passi alla maturità artistica degli allievi, unendo un attento sviluppo della tecnica strumentale in tutti i suoi aspetti all'attenzione per la sensibilità musicale dell'esecutore. Tra i suoi allievi spiccano i nomi di Aleksej Nikolaevič Gorochov, Leonid Kogan, Julian Sitkoveckij, Jurij Jankelevič, Igor' Bezrodnyj, Michail Fichtengol'c, Mark Lubotskij, Jakov Boroditskij, Boris Gol’dštejn, Elizaveta Gilel's, Jakov Rabinovič, Nina Beilina, Isaak Žuk e suo nipote Izrail' Markovič Jampol'skij.

## Pubblicazioni
Jampol'skij ha scritto materiale musicale di vario genere, soprattutto trascrizioni per violino e pianoforte e cadenze (tra le quali quelle per i concerti di Paganini, Brahms e Beethoven. È noto anche per le revisioni e le versioni modificate di studi e capricci per violino di autori come Kreutzer, Dont e Paganini. La sua didattica viene inoltre presentata in alcune pubblicazioni:
- (RU) O metode raboty s učenikom [Sul metodo di lavoro con l'allievo], Mosca, 1959.
- (RU) S. R. Sapožnikov (a cura di), K voprosu o vospitanii kul'tury zvuka u skripača [Sulla questione dell'educazione della cultura del suono nel violinista], in Voprosy skripičnogo ispolnitel'stva i pedagogiki [Questioni di esecuzione violinistica e pedagogia], Mosca, 1968.[1]